# Star Red
Star Red (japonsky スター・レッド, Sutá reddo) je japonská sci-fi manga, kterou napsala a ilustrovala Moto Hagio. Vycházela mezi lety 1978 a 1979 v časopisu Šúkan šódžo Comic nakladatelství Šógakukan.

## Příběh
V blízké budoucnosti muselo lidstvo kvůli přelidnění Země kolonizovat vesmír. Mars byl kolonizován v roce 2050, kvůli vysokému počtu porodů mrtvých plodů byl však z dlouhodobého hlediska nemožný pro život. Z planety se v roce 2070 stalo vězení a zcela opuštěna byla roku 2150. U některých dětí narozených na Marsu došlo ke genetickým mutacím, díky nimž získaly parapsychologické schopnosti, jež se každou generací marťanů stávaly silnějšími. Když se lidstvo v roce 2264 znovu pokusili kolonizovat Mars, objevilo na planetě přeživší marťanské obyvatelstvo, které se pokusilo vyhubit a experimentovat na něm.
Příběh se zaměřuje na Sei Red (レッド・星, Reddo Sei), která je pátou generací marťanů a ovládá telepatii, telekinezi a teleportaci. V roce 2276 je vyhoštěna na Zem, kde je nucena skrývat svou marťanskou identitu. Na planetě potká mimozemšťana Erga (エルグ), jenž je v konfliktu s lidmi i marťany. Sei nakonec umírá, ale její vědomí přežívá v jakémsi limbu. V něm se setkává s různými duchy s nejasnými sexuálními identitami, jež jí umožní se znovuzrodit jako marťan šesté generace.

## Produkce a vydání
Hagio začala psát Star Red poté, co jí její editor v časopisu Šúkan šódžo Comic požádal o vytvoření nové mangy a oznámil ji, že má tři dny na to vyrobit plnobarevnou reklamní stránku propagující dané dílo. Autorka, kterou planeta Mars zaujala, se rozhodla vytvořit příběh o marťanském dítěti, jež bylo vychováno na Zemi a vrátilo se na Mars. Hagio použila k vytvoření marťanských krajin fotografie, jež pořídila sonda NASA během průzkumné mise Viking 1.
První kapitola mangy byla publikována 28. května 1978 v časopisu Šúkan šódžo Comic. Kvůli rychlému produkční plánu začala manga vycházet předtím, než Hagio vymyslela její konec; to je důvod, proč postava Jodoky, která porodila Sei, změnila v průběhu příběhu své pohlaví z mužského na ženské. Závěrečná kapitola byla publikována 5. února 1979.

## Přijetí
Manga Star Red získala v roce 1980 cenu Seiun v kategorii nejlepšího komiksu.